# ليونارد كريستيان
ليونارد كريستيان (بالإنجليزية: Leonard Christian) هو سياسي أمريكي، ولد في 22 سبتمبر 1965 في لوس أنجلوس في الولايات المتحدة. حزبياً، نشط في الحزب الجمهوري. وقد انتخب عضو مجلس نواب واشنطن.